# Elektrownia wiatrowa Wysocko Wielkie
Farma wiatrowa Wysocko Wielkie – farma wiatrowa w okolicach Ostrowa Wielkopolskiego i Wysocka Wielkiego. Znajduje się przy ulicy Wylotowej w Ostrowie Wlkp. Elektrownia posiada 3 turbiny i umieszczony obok punkt zasilający o sile ok. 10 megawatów. Należy do firmy Enercon.
Lokalizacja: Wylotowa 4, Ostrów Wielkopolski